# Division I i ishockey 1986/1987
Division I i ishockey 1986/1987 var säsongens näst högsta ishockeydivision i Sverige. Den spelades i fyra serier indelade efter väderstrecken (norra, västra, östra, södra). De två vinnarna från varje grundserie under hösten gick vidare till Allsvenskan under våren. Kvarvarande lag fortsatte spela i sina serier som efter jul kallades fortsättningsserier. Vinnaren av Allsvenskan gick vidare till Elitserien nästa säsong. Tvåan gick vidare till kvalserien till Elitserien och lag 3–6 gick vidare till playoff där de mötte de fyra vinnarna från fortsättningsserierna. Från Playoff gick tre lag vidare till kvalserien till Elitserien och från kvalserien gick två lag vidare till Elitserien som på detta sätt utökades med två lag till nästa säsong.
Tidigare hade sista laget i fortsättningsserien flyttats ner direkt och det näst sista gått till kvalserien. I år var det bara det sista laget som fick kvala. I kvalet mötte de tre lag från Division II i sin region. Vinnaren i varje serie blev kvalificerad för Division I nästa säsong. Eftersom två extra lag flyttades upp till Elitserien denna säsong fanns det ytterligare två platser lediga i division ett. Tvåorna i kvalserierna fick göra upp om dessa.

## Deltagande lag
Serieindelningen 1986/87 presenterades i föregående års verksamhetsberättelse från Svenska Ishockeyförbundet. Där framkom att Sundsvall/Tunadal flyttas från den västra till den norra serien. Nya lag från Division II var Bergnäset, Hammarö, Rosersberg/Arlanda och Tyringe. Från Elitserien hade AIK flyttats ner. 
| Division I Norra |
| --- |
| Bergnäsets AIK ▲ Bodens BK Clemensnäs/Rönnskärs IF Kiruna AIF Piteå HC Sollefteå HK Sundsvall/Tunadals IF Tegs SK Timrå IK Östersunds IK |

| Division I Västra |
| --- |
| AIK ▼ Falu IF Hammarby IF Hofors HC Mora IK Rosersberg/Arlanda HC ▲ Skutskärs SK Strömsbro/Gävle HF 83 Vallentuna BK Väsby IK |

| Division I Östra |
| --- |
| Bofors IK Grums IK Hammarö HC ▲ Huddinge IK IFK Lidingö IK VIK Hockey IK Vita Hästen Mariestads BoIS Nacka HK Örebro IK |

| Division I Södra |
| --- |
| IF Troja-Ljungby HC Dalen Malmö IF Mölndals IF Mörrums GoIS Nybro IF Rögle BK Tingsryds AIF Tyringe SoSS ▲ Västra Frölunda HC |

## Grundserier

### Division I Norra
Favorittippade Timrå och Sundsvall/Tunadal höll för trycket och tog platserna i Allsvenskan. De mötte ett visst motstånd från CRIF och Östersund, men var ändå relativt ohotade i toppen.
Poängtabell
| Nr | Lag                     | S  | V  | O | F  | GM  | IM  | MS  | P  |
| -- | ----------------------- | -- | -- | - | -- | --- | --- | --- | -- |
| 1  | Timrå IK                | 18 | 14 | 1 | 3  | 121 | 77  | +44 | 29 |
| 2  | Sundsvall/Tunadals IF   | 18 | 13 | 2 | 3  | 92  | 56  | +36 | 28 |
| 3  | Östersunds IK           | 18 | 10 | 3 | 5  | 86  | 76  | +10 | 23 |
| 4  | Clemensnäs/Rönnskärs IF | 18 | 10 | 2 | 6  | 85  | 68  | +17 | 22 |
| 5  | Sollefteå HK            | 18 | 10 | 1 | 7  | 96  | 86  | +10 | 21 |
| 6  | Piteå HC                | 18 | 9  | 0 | 9  | 88  | 94  | −6  | 18 |
| 7  | Kiruna AIF              | 18 | 5  | 6 | 7  | 78  | 74  | +4  | 16 |
| 8  | Bergnäsets AIK          | 18 | 4  | 2 | 12 | 63  | 104 | −41 | 10 |
| 9  | Bodens BK               | 18 | 3  | 1 | 14 | 85  | 126 | −41 | 7  |
| 10 | Tegs SK                 | 18 | 2  | 2 | 14 | 39  | 72  | −33 | 6  |

### Division I Västra
Från förra säsongen hade AIK flyttats ner till Division I och hade givetvis ambitionen att ta sig tillbaka. Hammarby hade förstärkt sitt lag inom de ekonomiska ramar man hade medan Mora miljonsatsade för att nå Elitserien. Redan i första omgången möttes AIK och Mora och AIK visade sin styrka med 6–2 och så fortsatte det. AIK avslutade serien utan poängförlust och med 140–33 i målskillnad. Även Hammarby fick möjligheten att slå Mora och gjorde det med besked: 8–1. Efter det började luften så smått gå ur Mora som ofta hade problem på bortaplan. Till slut var det Hammarby som tog andraplatsen medan Mora fick nöja sig med att komma fyra då även uppstickaren Väsby passerade dem innan seriens slut.
Poängtabell
| Nr | Lag                      | S  | V  | O | F  | GM  | IM  | MS   | P  |
| -- | ------------------------ | -- | -- | - | -- | --- | --- | ---- | -- |
| 1  | AIK                      | 18 | 18 | 0 | 0  | 140 | 33  | +107 | 36 |
| 2  | Hammarby IF              | 18 | 13 | 1 | 4  | 113 | 47  | +66  | 27 |
| 3  | Väsby IK                 | 18 | 12 | 0 | 6  | 90  | 60  | +30  | 24 |
| 4  | Mora IK                  | 18 | 11 | 1 | 6  | 100 | 71  | +29  | 23 |
| 5  | Vallentuna BK            | 18 | 8  | 0 | 10 | 60  | 68  | −8   | 16 |
| 6  | Strömsbro/Gävle HF 83    | 18 | 7  | 0 | 11 | 61  | 78  | −17  | 14 |
| 7  | Skutskärs SK             | 18 | 6  | 1 | 11 | 63  | 84  | −21  | 13 |
| 8  | Rosersberg/Arlanda HC 73 | 18 | 6  | 1 | 11 | 69  | 99  | −30  | 13 |
| 9  | Falu IF                  | 18 | 5  | 0 | 13 | 58  | 122 | −64  | 10 |
| 10 | Hofors HC                | 18 | 2  | 0 | 16 | 48  | 140 | −92  | 4  |

### Division I Östra
I den östra serien var VIK från Västerås den hårdsatsande favoriten. Man hade gjort flera ambitiösa värvningar till höga kostnader och visade direkt i första omgången att man var ett topplag genom att besegra Bofors med 7–0. Strax efter VIK knep Örebro den andra allsvenska platsen. Däremot visade fjolårets framgångsrika lag, Huddinge, inte samma form och fick nöja sig med en tredjeplacering.
Poängtabell
| Nr | Lag             | S  | V  | O | F  | GM  | IM  | MS  | P  |
| -- | --------------- | -- | -- | - | -- | --- | --- | --- | -- |
| 1  | IK VIK Hockey   | 18 | 16 | 1 | 1  | 112 | 64  | +48 | 33 |
| 2  | Örebro IK       | 18 | 15 | 0 | 3  | 93  | 41  | +52 | 30 |
| 3  | Huddinge IK     | 18 | 11 | 2 | 5  | 96  | 45  | +51 | 24 |
| 4  | Nacka HK        | 18 | 12 | 0 | 6  | 76  | 59  | +17 | 24 |
| 5  | Mariestads BoIS | 18 | 9  | 0 | 9  | 68  | 79  | −11 | 18 |
| 6  | IK Vita Hästen  | 18 | 8  | 0 | 10 | 65  | 75  | −10 | 16 |
| 7  | Bofors IK       | 18 | 7  | 0 | 11 | 76  | 91  | −15 | 14 |
| 8  | IFK Lidingö     | 18 | 5  | 0 | 13 | 57  | 79  | −22 | 10 |
| 9  | Grums IK        | 18 | 3  | 1 | 14 | 65  | 107 | −42 | 7  |
| 10 | Hammarö HC      | 18 | 2  | 0 | 16 | 44  | 112 | −68 | 4  |

### Division I Södra
Den södra serien kom att domineras av Västra Frölunda och Rögle vilket inte var en överraskning för någon. Frölundas högre kvalité på laget ledde till att många matcher slutade med  tvåsiffriga tal. Bakom dessa två lag lade sig Troja – som därmed fick sju poäng med sig till fortsättningsserien – och resursstarka Malmö fick nöja sig med en fjärdeplats.
Poängtabell
| Nr | Lag                | S  | V  | O | F  | GM  | IM  | MS  | P  |
| -- | ------------------ | -- | -- | - | -- | --- | --- | --- | -- |
| 1  | Västra Frölunda HC | 18 | 16 | 1 | 1  | 113 | 45  | +68 | 33 |
| 2  | Rögle BK           | 18 | 14 | 2 | 2  | 102 | 61  | +41 | 30 |
| 3  | IF Troja-Ljungby   | 18 | 10 | 2 | 6  | 86  | 72  | +14 | 22 |
| 4  | Malmö IF           | 18 | 8  | 3 | 7  | 79  | 75  | +4  | 19 |
| 5  | Nybro IF           | 18 | 9  | 1 | 8  | 69  | 71  | −2  | 19 |
| 6  | Mölndals IF        | 18 | 8  | 2 | 8  | 72  | 66  | +6  | 18 |
| 7  | Tyringe SoSS       | 18 | 7  | 0 | 11 | 71  | 83  | −12 | 14 |
| 8  | Mörrums GoIS       | 18 | 4  | 2 | 12 | 72  | 110 | −38 | 10 |
| 9  | HC Dalen           | 18 | 4  | 1 | 13 | 57  | 94  | −37 | 9  |
| 10 | Tingsryds AIF      | 18 | 3  | 0 | 15 | 57  | 101 | −44 | 6  |

## Allsvenskan
Allsvenskan spelades med de två bästa lagen från varje grundserie i Division I. Kvalificerade lag var Timrå, Sundsvall/Tunadal, AIK, Hammarby, VIK, Örebro, Västra Frölunda och Rögle.
| Nr | Lag                   | S  | V  | O | F  | GM | IM  | MS  | P  |
| -- | --------------------- | -- | -- | - | -- | -- | --- | --- | -- |
| 1  | AIK                   | 14 | 12 | 1 | 1  | 89 | 45  | +44 | 25 |
| 2  | Örebro IK             | 14 | 11 | 0 | 3  | 77 | 44  | +33 | 22 |
| 3  | Västra Frölunda HC    | 14 | 10 | 0 | 4  | 73 | 40  | +33 | 20 |
| 4  | IK VIK Hockey         | 14 | 7  | 0 | 7  | 54 | 55  | −1  | 14 |
| 5  | Rögle BK              | 14 | 5  | 1 | 8  | 53 | 80  | −27 | 11 |
| 6  | Hammarby IF           | 14 | 4  | 2 | 8  | 49 | 60  | −11 | 10 |
| 7  | Sundsvall/Tunadals IF | 14 | 3  | 2 | 9  | 53 | 71  | −18 | 8  |
| 8  | Timrå IK              | 14 | 1  | 0 | 13 | 48 | 101 | −53 | 2  |

## Fortsättningsserier

### Division I Norra forts
Efter jul visade sig överraskande Piteå bli det starkaste laget – med hela åtta poängs marginal. Östersund och CRIF som var bäst före jul (bland de lag som inte gick vidare till Allsvenskan) fick nu istället kämpa för att hålla sig ifrån kvalplatsen trots de höga bonuspoängen man hade med sig vid seriens start. Bonuspoängen från höstens grundserie fördelade sig så här: Östersund 7p, CRIF 6p, Sollefteå 5p, Piteå 4p, Kiruna 3p, Bergnäset 2p samt Boden 1p.
Poängtabell
| Nr | Lag                     | S  | V  | O | F | GM | IM | MS  | P  |
| -- | ----------------------- | -- | -- | - | - | -- | -- | --- | -- |
| 1  | Piteå HC                | 14 | 11 | 2 | 1 | 77 | 56 | +21 | 28 |
| 2  | Sollefteå HK            | 14 | 7  | 1 | 6 | 58 | 63 | −5  | 20 |
| 3  | Kiruna AIF              | 14 | 7  | 1 | 6 | 58 | 55 | +3  | 18 |
| 4  | Bergnäsets AIK          | 14 | 6  | 2 | 6 | 62 | 58 | +4  | 16 |
| 5  | Bodens BK               | 14 | 7  | 0 | 7 | 77 | 67 | +10 | 15 |
| 6  | Östersunds IK           | 14 | 3  | 2 | 9 | 52 | 64 | −12 | 15 |
| 7  | Clemensnäs/Rönnskärs IF | 14 | 4  | 1 | 9 | 55 | 68 | −13 | 15 |
| 8  | Tegs SK                 | 14 | 6  | 1 | 7 | 50 | 58 | −8  | 13 |

### Division I Västra forts
Väsby, eller "Vilda Väsby" som man kallades, hade inte funnits med i förhandstipsen bland lagen som aspirerade på playoffplatsen. I tredje omgången slog man dock Mora hemma med 6–5 och vid returmötet på bortaplan krossade man Mora med 10–1. Totalt samlade Väsby ihop sju poäng mer än Mora som alltså fick nöja sig med andraplatsen och därmed missade playoff. Hofors blev seriens stryklag. Ekonomiska problem gjorde att de inte kunde ställa upp med ett lag med Division I-klass. Från höstens grundserie fick lagen med sig bonuspoäng beroende på placering: Väsby 7p, Mora 6p, Vallentuna 5p, Strömsbro 4p, Skutskär 3p, RA 2p samt Falun 1p.

Poängtabell
| Nr | Lag                      | S  | V  | O | F  | GM | IM | MS  | P  |
| -- | ------------------------ | -- | -- | - | -- | -- | -- | --- | -- |
| 1  | Väsby IK                 | 14 | 11 | 2 | 1  | 88 | 49 | +39 | 31 |
| 2  | Mora IK                  | 14 | 9  | 0 | 5  | 84 | 50 | +34 | 24 |
| 3  | Strömsbro/Gävle HF 83    | 14 | 7  | 2 | 5  | 55 | 49 | +6  | 20 |
| 4  | Skutskärs SK             | 14 | 8  | 1 | 5  | 52 | 54 | −2  | 20 |
| 5  | Vallentuna BK            | 14 | 6  | 2 | 6  | 62 | 58 | +4  | 19 |
| 6  | Rosersberg/Arlanda HC 73 | 14 | 5  | 1 | 8  | 63 | 74 | −11 | 13 |
| 7  | Falu IF                  | 14 | 2  | 4 | 8  | 60 | 71 | −11 | 9  |
| 8  | Hofors HC                | 14 | 1  | 2 | 11 | 37 | 96 | −59 | 4  |

### Division I Östra forts
Eter nyår var det Huddinge och Nacka som kämpade om den enda platsen till playoff. Lidingö kom att fälla avgörandet i sin nybyggda ishall genom att besegra Nacka i femte omgången. I botten vann Grums sina båda möten med Hammarö som därmed fick kvalplatsen neråt. Från höstens grundserie fick lagen med sig bonuspoäng beroende på placering: Huddinge 7p, Nacka 6p, Mariestad 5p, Vita Hästen 4p, Bofors 3p, Lidingö 2p samt Grums 1p.
Poängtabell
| Nr | Lag             | S  | V  | O | F  | GM | IM | MS  | P  |
| -- | --------------- | -- | -- | - | -- | -- | -- | --- | -- |
| 1  | Huddinge IK     | 14 | 12 | 0 | 2  | 85 | 30 | +55 | 31 |
| 2  | Nacka HK        | 14 | 11 | 0 | 3  | 83 | 44 | +39 | 28 |
| 3  | Mariestads BoIS | 14 | 8  | 0 | 6  | 54 | 51 | +3  | 21 |
| 4  | IK Vita Hästen  | 14 | 8  | 0 | 6  | 63 | 51 | +12 | 20 |
| 5  | Bofors IK       | 14 | 6  | 0 | 8  | 61 | 81 | −20 | 15 |
| 6  | IFK Lidingö     | 14 | 4  | 0 | 10 | 43 | 72 | −29 | 10 |
| 7  | Grums IK        | 14 | 4  | 0 | 10 | 46 | 71 | −25 | 9  |
| 8  | Hammarö HC      | 14 | 3  | 0 | 11 | 51 | 86 | −35 | 6  |

### Division I Södra forts
Troja fortsatte spela bra även efter nyår. Laget förstärktes efterhand och seger i fortsättningsserien blev inget större problem. Malmö fick nöja sig med en andraplats och missade således playoff. Tingsryd som låg sist sedan grundserien repade sig och samlade ihop poäng till en plats i mitten. Istället blev det Dalen som tvingades till kval. Orsaken var fr.a. ekonomiska problem efter att man byggt en ishall. Från höstens grundserie fick lagen med sig bonuspoäng beroende på placering: Troja 7p,  Malmö 6p, Nybro 5p, Mölndal 4p, Tyringe 3p, Mörrum 2p samt Dalen 1p.
Poängtabell
| Nr | Lag              | S  | V  | O | F | GM | IM | MS  | P  |
| -- | ---------------- | -- | -- | - | - | -- | -- | --- | -- |
| 1  | IF Troja-Ljungby | 14 | 11 | 0 | 3 | 80 | 48 | +32 | 29 |
| 2  | Malmö IF         | 14 | 9  | 0 | 5 | 74 | 60 | +14 | 24 |
| 3  | Mölndals IF      | 14 | 7  | 0 | 7 | 64 | 50 | +14 | 18 |
| 4  | Nybro IF         | 14 | 5  | 1 | 8 | 51 | 59 | −8  | 16 |
| 5  | Tingsryds AIF    | 14 | 6  | 2 | 6 | 61 | 67 | −6  | 14 |
| 6  | Tyringe SoSS     | 14 | 5  | 0 | 9 | 54 | 60 | −6  | 13 |
| 7  | Mörrums GoIS     | 14 | 5  | 1 | 8 | 59 | 77 | −18 | 13 |
| 8  | HC Dalen         | 14 | 6  | 0 | 8 | 55 | 77 | −22 | 13 |

## Playoff
Säsongens playoff blev dramatiskt så det förslog med "Vilda Väsby" som överraskande gick vidare till kvalserien där de oväntat tog en plats i Elitserien. Kvalificerade för playoffspel var de lag som vunnit fortsättningsserierna samt lag 3–6 från Allsvenskan – sammanlagt åtta lag. 
Förhandstipset var att Väsby skulle åka ut mot Västra Frölunda i Playoff 1. Till allas överraskning vann de efter förlängning i Scandinavium. I returmatchen i Vilundahallen gör Västra Frölunda första målet, men sedan gör Väsby sex mål och avslutade Västra Frölundas säsong i förtid. Även mot Hammarby var förhandstipset förlust, men i den tredje och avgörande matchen på Hovet vann Väsby med 7–2 och var därmed klara för kvalserien tillsammans med VIK Hockey.

### Översikt
|  | Playoff 1          | Playoff 1   |               |   | Playoff 2 | Playoff 2 |  |  |  |  |
|  |                    |             |               |   |           |           |  |  |  |  |
|  | 0                  |             |               |   |           |           |  |  |  |  |
|  |                    |             |               |   |           |           |  |  |  |  |
|  | IK VIK Hockey      | 2           |               |   |           |           |  |  |  |  |
|  | IK VIK Hockey      | 2           | 0             |   |           |           |  |  |  |  |
|  | IF Troja-Ljungby   | 1           |               |   |           |           |  |  |  |  |
|  | IF Troja-Ljungby   | 1           | IK VIK Hockey | 2 |           |           |  |  |  |  |
|  | 0                  |             | IK VIK Hockey | 2 |           |           |  |  |  |  |
|  |                    | Huddinge IK | 0             |   |           |           |  |  |  |  |
|  | Rögle BK           | Huddinge IK | 0             | 1 |           |           |  |  |  |  |
|  | Rögle BK           |             |               | 1 |           |           |  |  |  |  |
|  | Huddinge IK        | 2           |               |   |           |           |  |  |  |  |
|  | Huddinge IK        | 2           |               |   |           |           |  |  |  |  |
|  | 0                  |             |               |   |           |           |  |  |  |  |
|  |                    |             |               |   |           |           |  |  |  |  |
|  | Hammarby IF        | 2           |               |   |           |           |  |  |  |  |
|  | Hammarby IF        | 2           | 0             |   |           |           |  |  |  |  |
|  | Piteå HC           | 0           |               |   |           |           |  |  |  |  |
|  | Piteå HC           | 0           | Hammarby IF   | 1 |           |           |  |  |  |  |
|  | 0                  |             | Hammarby IF   | 1 |           |           |  |  |  |  |
|  |                    | Väsby IK    | 2             |   |           |           |  |  |  |  |
|  | Västra Frölunda HC | Väsby IK    | 2             | 0 |           |           |  |  |  |  |
|  | Västra Frölunda HC |             |               | 0 |           |           |  |  |  |  |
|  | Väsby IK           | 2           |               |   |           |           |  |  |  |  |
|  | Väsby IK           | 2           |               |   |           |           |  |  |  |  |

### Matcher Playoff 1
| 1 |  | Hammarby IF     | 4–2             | Piteå HC        |                                           |                                           |
|   |  | (1–1, 1–0, 2–1) | (1–1, 1–0, 2–1) | (1–1, 1–0, 2–1) | Publik: 849 Domare: Per Anders Finn, Mora | Publik: 849 Domare: Per Anders Finn, Mora |
|   |  |                 |                 |                 | Publik: 849 Domare: Per Anders Finn, Mora | Publik: 849 Domare: Per Anders Finn, Mora |
|   |  |                 |                 |                 | Publik: 849 Domare: Per Anders Finn, Mora | Publik: 849 Domare: Per Anders Finn, Mora |
|   |  |                 |                 |                 | Publik: 849 Domare: Per Anders Finn, Mora | Publik: 849 Domare: Per Anders Finn, Mora |
|   |  |                 |                 |                 | Publik: 849 Domare: Per Anders Finn, Mora | Publik: 849 Domare: Per Anders Finn, Mora |
|   |  |                 |                 |                 | Publik: 849 Domare: Per Anders Finn, Mora | Publik: 849 Domare: Per Anders Finn, Mora |

| 2 |  | Piteå HC             | 5–6 (e.fl.)          | Hammarby IF          |                                                  |                                                  |
|   |  | (0–3, 3–1, 2–1, 0–1) | (0–3, 3–1, 2–1, 0–1) | (0–3, 3–1, 2–1, 0–1) | Publik: 1 308 Domare: Bo Lundqvist, Örnsköldsvik | Publik: 1 308 Domare: Bo Lundqvist, Örnsköldsvik |
|   |  |                      |                      |                      | Publik: 1 308 Domare: Bo Lundqvist, Örnsköldsvik | Publik: 1 308 Domare: Bo Lundqvist, Örnsköldsvik |
|   |  |                      |                      |                      | Publik: 1 308 Domare: Bo Lundqvist, Örnsköldsvik | Publik: 1 308 Domare: Bo Lundqvist, Örnsköldsvik |
|   |  |                      |                      |                      | Publik: 1 308 Domare: Bo Lundqvist, Örnsköldsvik | Publik: 1 308 Domare: Bo Lundqvist, Örnsköldsvik |
|   |  |                      |                      |                      | Publik: 1 308 Domare: Bo Lundqvist, Örnsköldsvik | Publik: 1 308 Domare: Bo Lundqvist, Örnsköldsvik |
|   |  |                      |                      |                      | Publik: 1 308 Domare: Bo Lundqvist, Örnsköldsvik | Publik: 1 308 Domare: Bo Lundqvist, Örnsköldsvik |

| 1 |  | IK VIK Hockey   | 10–2            | IF Troja-Ljungby |                                                |                                                |
|   |  | (1–2, 3–0, 6–0) | (1–2, 3–0, 6–0) | (1–2, 3–0, 6–0)  | Publik: 2 897 Domare: Thomas Gillberg, Kungälv | Publik: 2 897 Domare: Thomas Gillberg, Kungälv |
|   |  |                 |                 |                  | Publik: 2 897 Domare: Thomas Gillberg, Kungälv | Publik: 2 897 Domare: Thomas Gillberg, Kungälv |
|   |  |                 |                 |                  | Publik: 2 897 Domare: Thomas Gillberg, Kungälv | Publik: 2 897 Domare: Thomas Gillberg, Kungälv |
|   |  |                 |                 |                  | Publik: 2 897 Domare: Thomas Gillberg, Kungälv | Publik: 2 897 Domare: Thomas Gillberg, Kungälv |
|   |  |                 |                 |                  | Publik: 2 897 Domare: Thomas Gillberg, Kungälv | Publik: 2 897 Domare: Thomas Gillberg, Kungälv |
|   |  |                 |                 |                  | Publik: 2 897 Domare: Thomas Gillberg, Kungälv | Publik: 2 897 Domare: Thomas Gillberg, Kungälv |

| 2 |  | IF Troja-Ljungby | 8–7             | IK VIK Hockey   |                                                   |                                                   |
|   |  | (1–4, 5–2, 2–1)  | (1–4, 5–2, 2–1) | (1–4, 5–2, 2–1) | Publik: 1 748 Domare: Berndt Jäderberg, Hägersten | Publik: 1 748 Domare: Berndt Jäderberg, Hägersten |
|   |  |                  |                 |                 | Publik: 1 748 Domare: Berndt Jäderberg, Hägersten | Publik: 1 748 Domare: Berndt Jäderberg, Hägersten |
|   |  |                  |                 |                 | Publik: 1 748 Domare: Berndt Jäderberg, Hägersten | Publik: 1 748 Domare: Berndt Jäderberg, Hägersten |
|   |  |                  |                 |                 | Publik: 1 748 Domare: Berndt Jäderberg, Hägersten | Publik: 1 748 Domare: Berndt Jäderberg, Hägersten |
|   |  |                  |                 |                 | Publik: 1 748 Domare: Berndt Jäderberg, Hägersten | Publik: 1 748 Domare: Berndt Jäderberg, Hägersten |
|   |  |                  |                 |                 | Publik: 1 748 Domare: Berndt Jäderberg, Hägersten | Publik: 1 748 Domare: Berndt Jäderberg, Hägersten |

| 3 |  | IK VIK Hockey   | 6–2             | IF Troja-Ljungby |                                                      |                                                      |
|   |  | (1–0, 1–1, 4–1) | (1–0, 1–1, 4–1) | (1–0, 1–1, 4–1)  | Publik: 2 592 Domare: Håkan Björkman, Upplands Väsby | Publik: 2 592 Domare: Håkan Björkman, Upplands Väsby |
|   |  |                 |                 |                  | Publik: 2 592 Domare: Håkan Björkman, Upplands Väsby | Publik: 2 592 Domare: Håkan Björkman, Upplands Väsby |
|   |  |                 |                 |                  | Publik: 2 592 Domare: Håkan Björkman, Upplands Väsby | Publik: 2 592 Domare: Håkan Björkman, Upplands Väsby |
|   |  |                 |                 |                  | Publik: 2 592 Domare: Håkan Björkman, Upplands Väsby | Publik: 2 592 Domare: Håkan Björkman, Upplands Väsby |
|   |  |                 |                 |                  | Publik: 2 592 Domare: Håkan Björkman, Upplands Väsby | Publik: 2 592 Domare: Håkan Björkman, Upplands Väsby |
|   |  |                 |                 |                  | Publik: 2 592 Domare: Håkan Björkman, Upplands Väsby | Publik: 2 592 Domare: Håkan Björkman, Upplands Väsby |

| 1 |  | Rögle BK        | 2–4             | Huddinge IK     |                                               |                                               |
|   |  | (0–1, 1–2, 1–1) | (0–1, 1–2, 1–1) | (0–1, 1–2, 1–1) | Publik: 3 099 Domare: Bengt Svensson, Ljungby | Publik: 3 099 Domare: Bengt Svensson, Ljungby |
|   |  |                 |                 |                 | Publik: 3 099 Domare: Bengt Svensson, Ljungby | Publik: 3 099 Domare: Bengt Svensson, Ljungby |
|   |  |                 |                 |                 | Publik: 3 099 Domare: Bengt Svensson, Ljungby | Publik: 3 099 Domare: Bengt Svensson, Ljungby |
|   |  |                 |                 |                 | Publik: 3 099 Domare: Bengt Svensson, Ljungby | Publik: 3 099 Domare: Bengt Svensson, Ljungby |
|   |  |                 |                 |                 | Publik: 3 099 Domare: Bengt Svensson, Ljungby | Publik: 3 099 Domare: Bengt Svensson, Ljungby |
|   |  |                 |                 |                 | Publik: 3 099 Domare: Bengt Svensson, Ljungby | Publik: 3 099 Domare: Bengt Svensson, Ljungby |

| 2 |  | Huddinge IK     | 2–4             | Rögle BK        |                                                 |                                                 |
|   |  | (2–2, 0–1, 0–1) | (2–2, 0–1, 0–1) | (2–2, 0–1, 0–1) | Publik: 1 194 Domare: Sven-Erik Sundberg, Piteå | Publik: 1 194 Domare: Sven-Erik Sundberg, Piteå |
|   |  |                 |                 |                 | Publik: 1 194 Domare: Sven-Erik Sundberg, Piteå | Publik: 1 194 Domare: Sven-Erik Sundberg, Piteå |
|   |  |                 |                 |                 | Publik: 1 194 Domare: Sven-Erik Sundberg, Piteå | Publik: 1 194 Domare: Sven-Erik Sundberg, Piteå |
|   |  |                 |                 |                 | Publik: 1 194 Domare: Sven-Erik Sundberg, Piteå | Publik: 1 194 Domare: Sven-Erik Sundberg, Piteå |
|   |  |                 |                 |                 | Publik: 1 194 Domare: Sven-Erik Sundberg, Piteå | Publik: 1 194 Domare: Sven-Erik Sundberg, Piteå |
|   |  |                 |                 |                 | Publik: 1 194 Domare: Sven-Erik Sundberg, Piteå | Publik: 1 194 Domare: Sven-Erik Sundberg, Piteå |

| 3 |  | Rögle BK        | 3–5             | Huddinge IK     |                                                |                                                |
|   |  | (2–0, 0–2, 1–3) | (2–0, 0–2, 1–3) | (2–0, 0–2, 1–3) | Publik: 2 911 Domare: Lars Henricsson, Ljungby | Publik: 2 911 Domare: Lars Henricsson, Ljungby |
|   |  |                 |                 |                 | Publik: 2 911 Domare: Lars Henricsson, Ljungby | Publik: 2 911 Domare: Lars Henricsson, Ljungby |
|   |  |                 |                 |                 | Publik: 2 911 Domare: Lars Henricsson, Ljungby | Publik: 2 911 Domare: Lars Henricsson, Ljungby |
|   |  |                 |                 |                 | Publik: 2 911 Domare: Lars Henricsson, Ljungby | Publik: 2 911 Domare: Lars Henricsson, Ljungby |
|   |  |                 |                 |                 | Publik: 2 911 Domare: Lars Henricsson, Ljungby | Publik: 2 911 Domare: Lars Henricsson, Ljungby |
|   |  |                 |                 |                 | Publik: 2 911 Domare: Lars Henricsson, Ljungby | Publik: 2 911 Domare: Lars Henricsson, Ljungby |

| 1 |  | Västra Frölunda HC   | 4–5 (e.fl.)          | Väsby IK             |                                                |                                                |
|   |  | (1–2, 2–1, 1–1, 0–1) | (1–2, 2–1, 1–1, 0–1) | (1–2, 2–1, 1–1, 0–1) | Publik: 3 317 Domare: Peter Wedenell, Glimåkra | Publik: 3 317 Domare: Peter Wedenell, Glimåkra |
|   |  |                      |                      |                      | Publik: 3 317 Domare: Peter Wedenell, Glimåkra | Publik: 3 317 Domare: Peter Wedenell, Glimåkra |
|   |  |                      |                      |                      | Publik: 3 317 Domare: Peter Wedenell, Glimåkra | Publik: 3 317 Domare: Peter Wedenell, Glimåkra |
|   |  |                      |                      |                      | Publik: 3 317 Domare: Peter Wedenell, Glimåkra | Publik: 3 317 Domare: Peter Wedenell, Glimåkra |
|   |  |                      |                      |                      | Publik: 3 317 Domare: Peter Wedenell, Glimåkra | Publik: 3 317 Domare: Peter Wedenell, Glimåkra |
|   |  |                      |                      |                      | Publik: 3 317 Domare: Peter Wedenell, Glimåkra | Publik: 3 317 Domare: Peter Wedenell, Glimåkra |

| 2 |  | Väsby IK        | 6–1             | Västra Frölunda |                                           |                                           |
|   |  | (0–0, 2–1, 2–0) | (0–0, 2–1, 2–0) | (0–0, 2–1, 2–0) | Publik: 1 550 Domare: Jan Tommos, Nykvarn | Publik: 1 550 Domare: Jan Tommos, Nykvarn |
|   |  |                 |                 |                 | Publik: 1 550 Domare: Jan Tommos, Nykvarn | Publik: 1 550 Domare: Jan Tommos, Nykvarn |
|   |  |                 |                 |                 | Publik: 1 550 Domare: Jan Tommos, Nykvarn | Publik: 1 550 Domare: Jan Tommos, Nykvarn |
|   |  |                 |                 |                 | Publik: 1 550 Domare: Jan Tommos, Nykvarn | Publik: 1 550 Domare: Jan Tommos, Nykvarn |
|   |  |                 |                 |                 | Publik: 1 550 Domare: Jan Tommos, Nykvarn | Publik: 1 550 Domare: Jan Tommos, Nykvarn |
|   |  |                 |                 |                 | Publik: 1 550 Domare: Jan Tommos, Nykvarn | Publik: 1 550 Domare: Jan Tommos, Nykvarn |

### Matcher Playoff 2
| 1 |  | Väsby IK             | 3–2 (e.fl.)          | Hammarby IF          |                                                 |                                                 |
|   |  | (1–0, 0–2, 1–0, 1–0) | (1–0, 0–2, 1–0, 1–0) | (1–0, 0–2, 1–0, 1–0) | Publik: 2 103 Domare: Billy Fredriksson, Molkom | Publik: 2 103 Domare: Billy Fredriksson, Molkom |
|   |  |                      |                      |                      | Publik: 2 103 Domare: Billy Fredriksson, Molkom | Publik: 2 103 Domare: Billy Fredriksson, Molkom |
|   |  |                      |                      |                      | Publik: 2 103 Domare: Billy Fredriksson, Molkom | Publik: 2 103 Domare: Billy Fredriksson, Molkom |
|   |  |                      |                      |                      | Publik: 2 103 Domare: Billy Fredriksson, Molkom | Publik: 2 103 Domare: Billy Fredriksson, Molkom |
|   |  |                      |                      |                      | Publik: 2 103 Domare: Billy Fredriksson, Molkom | Publik: 2 103 Domare: Billy Fredriksson, Molkom |
|   |  |                      |                      |                      | Publik: 2 103 Domare: Billy Fredriksson, Molkom | Publik: 2 103 Domare: Billy Fredriksson, Molkom |

| 2 |  | Hammarby IF     | 6–2             | Väsby IK        |                                               |                                               |
|   |  | (3–1, 2–1, 1–0) | (3–1, 2–1, 1–0) | (3–1, 2–1, 1–0) | Publik: 3 036 Domare: Börje Johansson, Tranås | Publik: 3 036 Domare: Börje Johansson, Tranås |
|   |  |                 |                 |                 | Publik: 3 036 Domare: Börje Johansson, Tranås | Publik: 3 036 Domare: Börje Johansson, Tranås |
|   |  |                 |                 |                 | Publik: 3 036 Domare: Börje Johansson, Tranås | Publik: 3 036 Domare: Börje Johansson, Tranås |
|   |  |                 |                 |                 | Publik: 3 036 Domare: Börje Johansson, Tranås | Publik: 3 036 Domare: Börje Johansson, Tranås |
|   |  |                 |                 |                 | Publik: 3 036 Domare: Börje Johansson, Tranås | Publik: 3 036 Domare: Börje Johansson, Tranås |
|   |  |                 |                 |                 | Publik: 3 036 Domare: Börje Johansson, Tranås | Publik: 3 036 Domare: Börje Johansson, Tranås |

| 3 |  | Hammarby IF     | 2–7             | Väsby IK        |                                               |                                               |
|   |  | (1–4, 1–2, 0–1) | (1–4, 1–2, 0–1) | (1–4, 1–2, 0–1) | Publik: 3 105 Domare: Bengt Svensson, Ljungby | Publik: 3 105 Domare: Bengt Svensson, Ljungby |
|   |  |                 |                 |                 | Publik: 3 105 Domare: Bengt Svensson, Ljungby | Publik: 3 105 Domare: Bengt Svensson, Ljungby |
|   |  |                 |                 |                 | Publik: 3 105 Domare: Bengt Svensson, Ljungby | Publik: 3 105 Domare: Bengt Svensson, Ljungby |
|   |  |                 |                 |                 | Publik: 3 105 Domare: Bengt Svensson, Ljungby | Publik: 3 105 Domare: Bengt Svensson, Ljungby |
|   |  |                 |                 |                 | Publik: 3 105 Domare: Bengt Svensson, Ljungby | Publik: 3 105 Domare: Bengt Svensson, Ljungby |
|   |  |                 |                 |                 | Publik: 3 105 Domare: Bengt Svensson, Ljungby | Publik: 3 105 Domare: Bengt Svensson, Ljungby |

| 1 |  | IK VIK Hockey   | 6–5             | Huddinge IK     |                                          |                                          |
|   |  | (2–2, 3–2, 1–1) | (2–2, 3–2, 1–1) | (2–2, 3–2, 1–1) | Publik: 3 839 Domare: Kjell Lindh, Gävle | Publik: 3 839 Domare: Kjell Lindh, Gävle |
|   |  |                 |                 |                 | Publik: 3 839 Domare: Kjell Lindh, Gävle | Publik: 3 839 Domare: Kjell Lindh, Gävle |
|   |  |                 |                 |                 | Publik: 3 839 Domare: Kjell Lindh, Gävle | Publik: 3 839 Domare: Kjell Lindh, Gävle |
|   |  |                 |                 |                 | Publik: 3 839 Domare: Kjell Lindh, Gävle | Publik: 3 839 Domare: Kjell Lindh, Gävle |
|   |  |                 |                 |                 | Publik: 3 839 Domare: Kjell Lindh, Gävle | Publik: 3 839 Domare: Kjell Lindh, Gävle |
|   |  |                 |                 |                 | Publik: 3 839 Domare: Kjell Lindh, Gävle | Publik: 3 839 Domare: Kjell Lindh, Gävle |

| 2 |  | Huddinge IK     | 6–3             | IK VIK Hockey   |                                           |                                           |
|   |  | (2–0, 3–2, 1–1) | (2–0, 3–2, 1–1) | (2–0, 3–2, 1–1) | Publik: 1 423 Domare: Jan Tommos, Nykvarn | Publik: 1 423 Domare: Jan Tommos, Nykvarn |
|   |  |                 |                 |                 | Publik: 1 423 Domare: Jan Tommos, Nykvarn | Publik: 1 423 Domare: Jan Tommos, Nykvarn |
|   |  |                 |                 |                 | Publik: 1 423 Domare: Jan Tommos, Nykvarn | Publik: 1 423 Domare: Jan Tommos, Nykvarn |
|   |  |                 |                 |                 | Publik: 1 423 Domare: Jan Tommos, Nykvarn | Publik: 1 423 Domare: Jan Tommos, Nykvarn |
|   |  |                 |                 |                 | Publik: 1 423 Domare: Jan Tommos, Nykvarn | Publik: 1 423 Domare: Jan Tommos, Nykvarn |
|   |  |                 |                 |                 | Publik: 1 423 Domare: Jan Tommos, Nykvarn | Publik: 1 423 Domare: Jan Tommos, Nykvarn |

| 3 |  | IK VIK Hockey   | 6–1             | Huddinge IK     |                                                 |                                                 |
|   |  | (0–0, 2–1, 4–0) | (0–0, 2–1, 4–0) | (0–0, 2–1, 4–0) | Publik: 4 141 Domare: Billy Fredriksson, Molkom | Publik: 4 141 Domare: Billy Fredriksson, Molkom |
|   |  |                 |                 |                 | Publik: 4 141 Domare: Billy Fredriksson, Molkom | Publik: 4 141 Domare: Billy Fredriksson, Molkom |
|   |  |                 |                 |                 | Publik: 4 141 Domare: Billy Fredriksson, Molkom | Publik: 4 141 Domare: Billy Fredriksson, Molkom |
|   |  |                 |                 |                 | Publik: 4 141 Domare: Billy Fredriksson, Molkom | Publik: 4 141 Domare: Billy Fredriksson, Molkom |
|   |  |                 |                 |                 | Publik: 4 141 Domare: Billy Fredriksson, Molkom | Publik: 4 141 Domare: Billy Fredriksson, Molkom |
|   |  |                 |                 |                 | Publik: 4 141 Domare: Billy Fredriksson, Molkom | Publik: 4 141 Domare: Billy Fredriksson, Molkom |

Väsby och VIK vidare till kvalserien.

## Kvalserien till Elitserien
Fyra lag kvalificerade sig för kvalserien till Elitserien. Två lag från playoff samt tvåan från Allsvenskan och sista laget från Elitserien. Två lag från kvalserien kvalificerade sig för Elitserien till nästa säsong.

## Kval till Division I
De tre främsta lagen från varje Division II-serie möttes i playoff och tre lag från varje playoff fick spela kvalserie mot förlorarna i Division I. Vinnaren av kvalserien blev kvalificerad för Division I nästa säsong, tvåorna gick vidare till extra playoff och lag 3–4 fick spela i Division II nästa säsong.

### Kvalserien till Division I Norra
| Nr | Lag              | S | V | O | F | GM | IM | MS  | P  |
| -- | ---------------- | - | - | - | - | -- | -- | --- | -- |
| 1  | Tegs SK          | 6 | 6 | 0 | 0 | 34 | 14 | +20 | 12 |
| 2  | Kiruna HC        | 6 | 4 | 0 | 2 | 40 | 15 | +25 | 8  |
| 3  | Örnsköldsviks IF | 6 | 1 | 0 | 5 | 25 | 40 | −15 | 2  |
| 4  | Husums IF        | 6 | 1 | 0 | 5 | 22 | 52 | −30 | 2  |

### Kvalserien till Division I Västra
| Nr | Lag            | S | V | O | F | GM | IM | MS  | P  |
| -- | -------------- | - | - | - | - | -- | -- | --- | -- |
| 1  | IK Viking      | 6 | 5 | 0 | 1 | 36 | 24 | +12 | 10 |
| 2  | Surahammars IF | 6 | 4 | 0 | 2 | 38 | 22 | +16 | 8  |
| 3  | Hofors HC      | 6 | 2 | 0 | 4 | 27 | 34 | −7  | 4  |
| 4  | Nor IK         | 6 | 1 | 0 | 5 | 24 | 45 | −21 | 2  |

### Kvalserien till Division I Östra
| Nr | Lag           | S | V | O | F | GM | IM | MS  | P |
| -- | ------------- | - | - | - | - | -- | -- | --- | - |
| 1  | IK Tälje      | 6 | 4 | 0 | 2 | 40 | 20 | +20 | 8 |
| 2  | Almtuna IS    | 6 | 4 | 0 | 2 | 27 | 23 | +4  | 8 |
| 3  | Stocksunds IF | 6 | 3 | 0 | 3 | 30 | 27 | +3  | 6 |
| 4  | Hammarö HC    | 6 | 1 | 0 | 5 | 18 | 45 | −27 | 2 |

### Kvalserien till Division I Södra
| Nr | Lag           | S | V | O | F | GM | IM | MS  | P |
| -- | ------------- | - | - | - | - | -- | -- | --- | - |
| 1  | Karlskrona IK | 6 | 4 | 0 | 2 | 30 | 22 | +8  | 8 |
| 2  | Osby IK       | 6 | 4 | 0 | 2 | 29 | 27 | +2  | 8 |
| 3  | HC Dalen      | 6 | 3 | 1 | 2 | 25 | 22 | +3  | 7 |
| 4  | Tranås AIF    | 6 | 0 | 1 | 5 | 16 | 29 | −13 | 1 |

### Extra playoff
Då två extra lag flyttades upp till Elitserien fanns det plats till två extra lag att flyttas upp till Division I. Tvåorna från kvalserierna fick göra upp om platserna. Tvåan i norra gruppen fick möta tvåan från den västra i tre matcher. På samma sätt mötes tvåorna i östra och södra gruppen om den andra Division I-platsen.
- Surahammar–Kiruna 5–3
- Kiruna–Surahammar 2–1
- Surahammar–Kiruna 1–3
- Almtuna–Osby 1–3
- Osby–Almtuna 3–5
- Osby–Almtuna 1–2

Kiruna HC  och Almtuna   till Division I nästa säsong.

## Publik
| Serie             | Matcher | Publik  | Snitt |
| ----------------- | ------- | ------- | ----- |
| Division I Norra  | 146     | 50 414  | 345   |
| Division I Östra  | 146     | 119 963 | 822   |
| Division I Västra | 146     | 76 521  | 524   |
| Division I Södra  | 146     | 134 352 | 920   |
| Playoff och kval  | 28      | 75 228  | 2 687 |
| Totalt            | 612     | 456 478 | 746   |

Data är hämtade från Årets ishockey.